# Giro del Lussemburgo 1975
Il Giro del Lussemburgo 1975, trentanovesima edizione della corsa, si svolse dal 12 al 16 giugno su un percorso di 680 km ripartiti in 4 tappe più un cronoprologo, con partenza a Lussemburgo e arrivo a Esch-sur-Alzette. Fu vinto dal belga Frans Verbeeck della Maes Pils-Watney davanti ai suoi connazionali Willy Teirlinck e Herman Van Springel.

## Tappe
| Tappa  | Data      | Percorso                                    | km  | Vincitore di tappa | Leader cl. generale |
| ------ | --------- | ------------------------------------------- | --- | ------------------ | ------------------- |
| Prol.  | 12 giugno | Lussemburgo > Lussemburgo (cron. a squadre) | 6   | Maes Pils-Watney   |                     |
| 1ª     | 13 giugno | Lussemburgo > Bettembourg                   | 173 | Frans Verbeeck     |                     |
| 2ª     | 14 giugno | Bettembourg > Echternach                    | 169 | Marc Demeyer       |                     |
| 3ª     | 15 giugno | Echternach > Diekirch                       | 163 | André Chalmel      |                     |
| 4ª     | 16 giugno | Diekirch > Esch-sur-Alzette                 | 169 | Gerben Karstens    | Frans Verbeeck      |
| Totale | Totale    | Totale                                      | 680 |                    |                     |

## Dettagli delle tappe

### Prologo
- 12 giugno: Lussemburgo > Lussemburgo (cron. a squadre) – 6 km

| Pos. | Squadra          | Tempo |
| ---- | ---------------- | ----- |
| 1    | Maes Pils-Watney |       |
| 2    | Ijsboerke-Colner |       |

| Pos. | Corridore | Squadra | Tempo |
| ---- | --------- | ------- | ----- |

### 1ª tappa
- 13 giugno: Lussemburgo > Bettembourg – 173 km

| Pos. | Corridore           | Squadra   | Tempo    |
| ---- | ------------------- | --------- | -------- |
| 1    | Frans Verbeeck      | Maes Pils | 4h32'30" |
| 2    | Willy Teirlinck     | Gitane    | s.t.     |
| 3    | Herman Van Springel | Carpenter | s.t.     |

| Pos. | Corridore | Squadra | Tempo |
| ---- | --------- | ------- | ----- |

### 2ª tappa
- 14 giugno: Bettembourg > Echternach – 169 km

| Pos. | Corridore           | Squadra    | Tempo    |
| ---- | ------------------- | ---------- | -------- |
| 1    | Marc Demeyer        | Carpenter  | 4h21'39" |
| 2    | Englebert Opdebeeck | Maes Pils  | s.t.     |
| 3    | Hennie Kuiper       | Frisol-GBC | s.t.     |

| Pos. | Corridore | Squadra | Tempo |
| ---- | --------- | ------- | ----- |

### 3ª tappa
- 15 giugno: Echternach > Diekirch – 163 km

| Pos. | Corridore     | Squadra   | Tempo    |
| ---- | ------------- | --------- | -------- |
| 1    | André Chalmel | Gitane    | 4h50'31" |
| 2    | Eric Jaques   | Carpenter | a 23"    |
| 3    | Erny Kirchen  |           | a 43"    |

| Pos. | Corridore | Squadra | Tempo |
| ---- | --------- | ------- | ----- |

### 4ª tappa
- 16 giugno: Diekirch > Esch-sur-Alzette – 169 km

| Pos. | Corridore       | Squadra   | Tempo    |
| ---- | --------------- | --------- | -------- |
| 1    | Gerben Karstens | Gitane    | 4h28'28" |
| 2    | Willy Govaerts  | Ijsboerke | s.t.     |
| 3    | Frans Verbeeck  | Maes Pils | a 1'40"  |

| Pos. | Corridore           | Squadra   | Tempo     |
| ---- | ------------------- | --------- | --------- |
| 1    | Frans Verbeeck      | Maes Pils | 18h17'51" |
| 2    | Willy Teirlinck     | Gitane    | a 6"      |
| 3    | Herman Van Springel | Carpenter | a 9"      |

## Classifiche finali

### Classifica generale
| Pos. | Corridore           | Squadra                        | Tempo     |
| ---- | ------------------- | ------------------------------ | --------- |
| 1    | Frans Verbeeck      | Maes Pils-Watney               | 18h17'51" |
| 2    | Willy Teirlinck     | Gitane-Campagnolo              | a 6"      |
| 3    | Herman Van Springel | Carpenter-Confortluxe-Flandria | a 9"      |
| 4    | Hennie Kuiper       | Frisol-GBC                     | a 43"     |
| 5    | Sven-Åke Nilsson    |                                | s.t.      |
| 6    | Roger Gilson        | Rokado                         | a 1'33"   |
| 7    | Ivan Schmid         |                                | a 1'35"   |
| 8    | Daniel Verplancke   | Carpenter-Confortluxe-Flandria | s.t.      |
| 9    | Englebert Opdebeeck | Maes Pils-Watney               | a 2'06"   |
| 10   | Marc Demeyer        | Carpenter-Confortluxe-Flandria | a 3'52"   |